# 1698 Christophe
1698 Christophe este un asteroid din centura principală, descoperit pe 10 februarie 1934, de Eugène Delporte.